# Dusona sachalini
Dusona sachalini är en stekelart som beskrevs av Hinz 1985. Dusona sachalini ingår i släktet Dusona och familjen brokparasitsteklar. Inga underarter finns listade i Catalogue of Life.